# Жовтозілля затінкове
Жовтозілля затінкове (Senecio umbrosus) — вид квіткових рослин з родини айстрових (Asteraceae).

## Біоморфологічна характеристика
Це трав'яниста багаторічна рослина. Стебла грубі, запушені, 50–150 см заввишки, прості, залистнені, кутасті. Рослина з листками, довжина яких у нижній частині сягає 50 сантиметрів, у верхній частині стебла листки переходять у більш короткі та вузькі приквітки. Листки голі чи зубчасті. Квіткові голови містять 7–8 язичкових жовто-жовтогарячих квіточок. Плодами є ключоподібні чи циліндричні сім'янки, 4–4.9 × 0.9–1.1 мм, часто гачкуваті, з білим папусом; поверхня гладка, тьмяна чи трохи блискуча, сірувато-коричнева, борозни коричневі; чубчик у 3–4 рази довший від сім'янки. 2n=40.

## Поширення
Вид росте в Європі: Австрія, Болгарія, Чехія, Словаччина, Угорщина, Румунія, Україна, Боснія-Герцеговина, Хорватія, Сербія; вимер у Польщі.
В Україні вид росте лісах, на лісових луках, на берегах річок — у 3. Лісостепу, Розточчя-Опілля.